# Iglesia de San Julián (Moraime)
La iglesia de San Julián es un templo medieval del siglo XII que antiguamente era parte de un monasterio benedictino. Se encuentra en la parroquia de Moraime, a tres kilómetros de Mugía, municipio de la comarca de Finisterre, provincia de La Coruña. A tan solo 3 km de la población de Mugía, yendo por la carretera AC-440, y a 20 km de Vimianzo por las carreteras C-552 y AC-440. 

## Historia

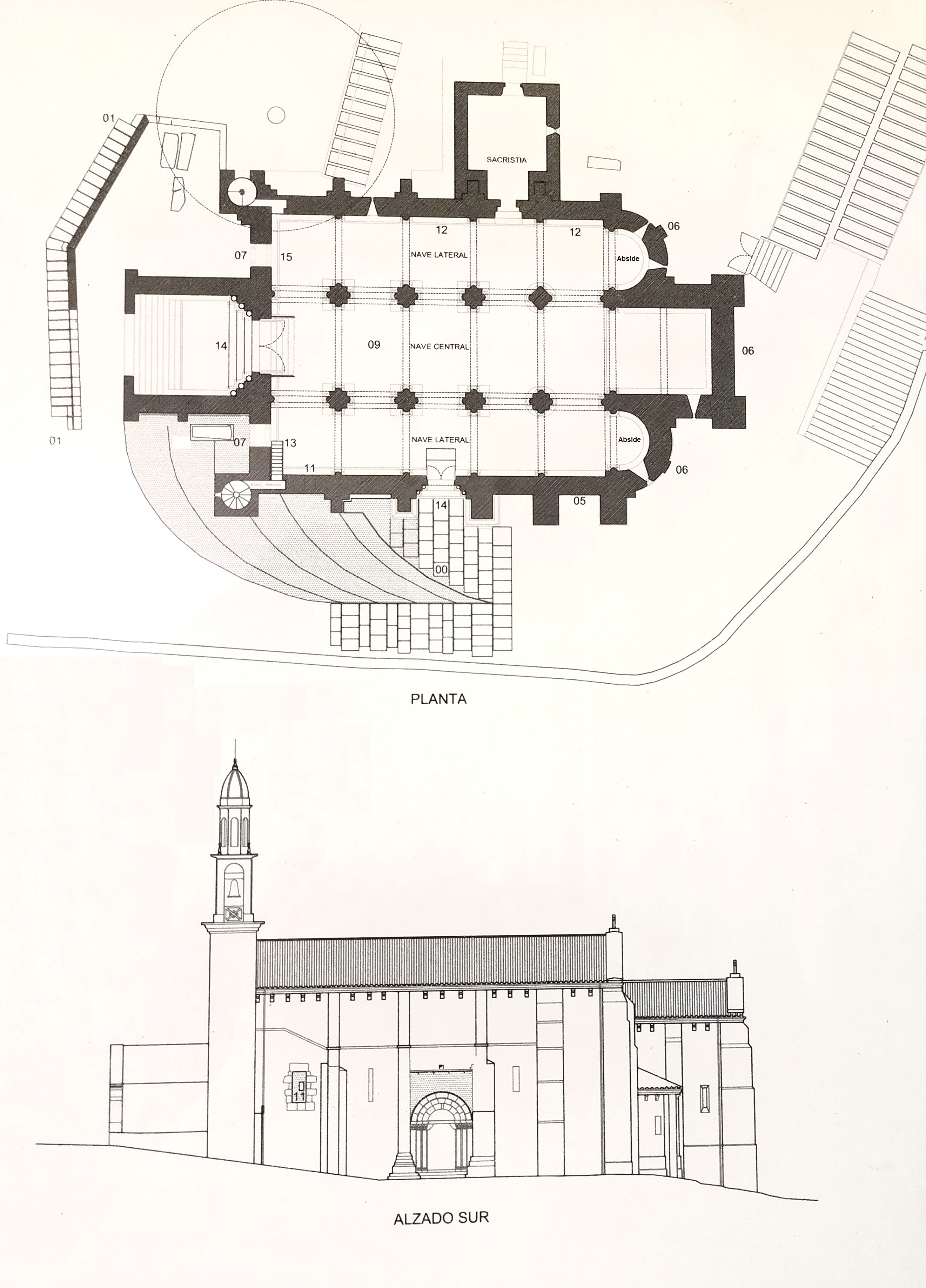
Planta y alzado sur de San Julián de Moraime

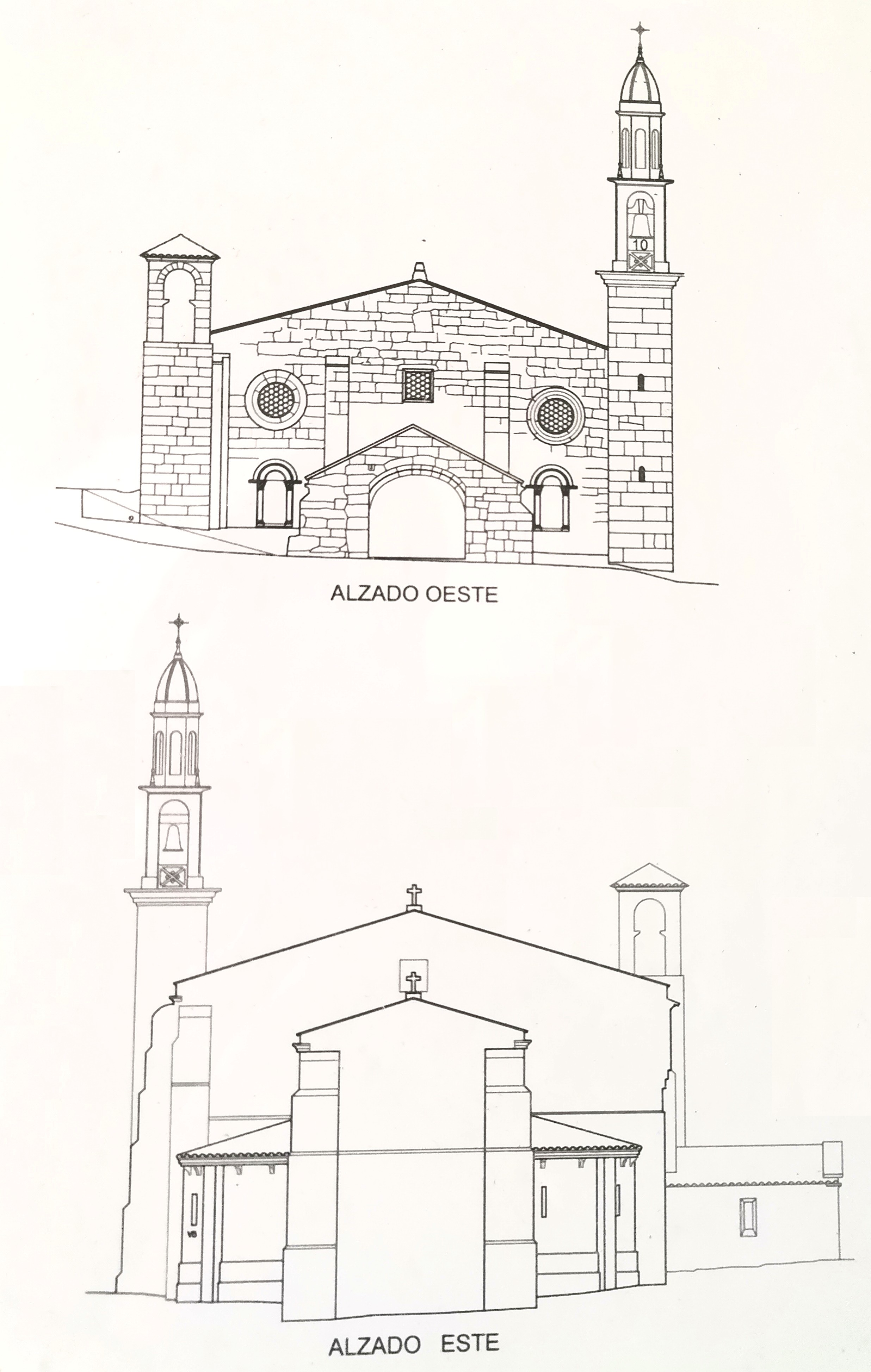
Alzados este y oeste de San Julián de Moraime

Su origen parece situarse en una antigua comunidad de numerosos anacoretas. La primera donación documentada está fechada en 1095, hecha por Argila Páez, viuda de Arias Pépiz, ligada a la familia de los condes de Traba, que donó a este cenobio y a su abad Hodorio el monasterio de San Juan de Borneiro. El 17 de marzo de 1095, Froilán Pérez, de la misma familia, donó la villa de Sarteguas (Berdoias, Dumbría), con sus siervos, que quedarían libres a su muerte.
En 1105 ya pertenía a la Orden de San Benito. Don Pedro, conde de Traba, estipuló una cantidad para su reparación, dado que este mismo año había sido asaltado los por los piratas normandos. Hacia 1115 fue de nuevo arrasado, esta vez por los almorávides procedentes de la frontera sur. En el siglo XII se levantó el actual templo junto con el nuevo monasterio en el lado sur. La construcción se llevó a cabo con la ayuda de Alfonso VII de León, quien favoreció a Moraime en agradecimiento a los servicios del abad Hodorio y sus antecesores, que le habían dado cobijo en su niñez durante las luchas entre sus partidarios y los de su madre Doña Urraca.
También el rey Fernando II de León concedió donaciones a este monasterio: en 1161 la heredad de Castro (Frige, Mugía), y en 1175 el lugar de Merejo (San Martín de Ozón, Mugía). Estas donaciones fueron confirmadas por los reyes posteriores. A partir de la segunda mitad del siglo XIV comenzó la decadencia del monasterio, debido a los saqueos de la pequeña nobleza rural, que se fue apropiando de sus bienes. Hasta 1489 dependió del Monasterio de San Martín Pinario, como muestra el escudo de la fachada principal de la iglesia. Ese año, por orden de los Reyes Católicos, pasó a depender del Real Monasterio de San Benito de Valladolid, al igual que otros monasterios gallegos.

## Descripción

### Interior

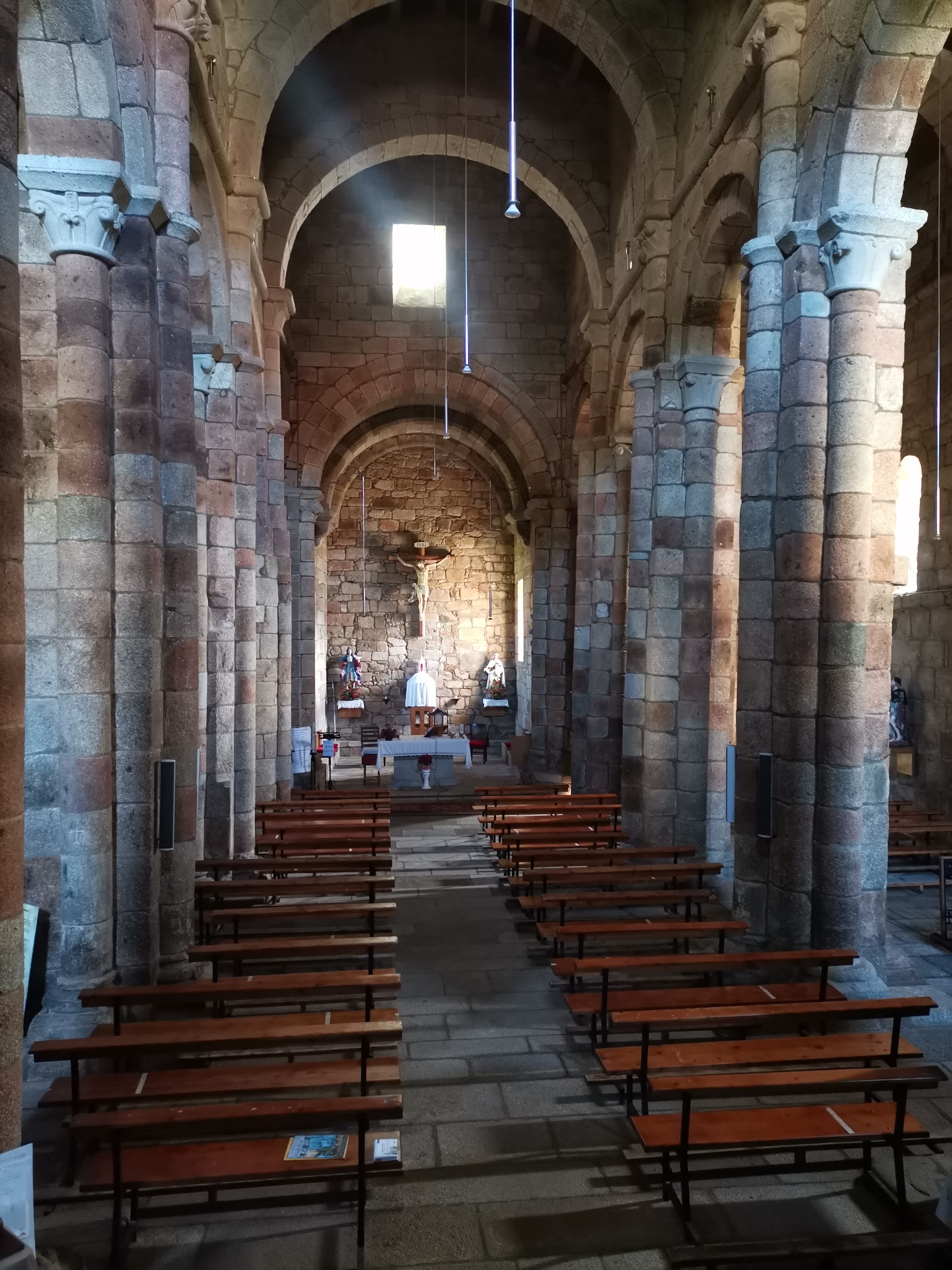
Nave central de San Julián de Moraime

El templo es un edificio románico del siglo XII, de planta basilical, de tres naves y tres ábsides en las cabeceras. Las naves están separadas por pilares fasciculados, compuestos de pilastras y semicolumnas sobre las que apoyan los arcos de medio punto, que separan las naves, y los arcos transversales, que sostienen la cubierta de madera. Los capiteles adornados con motivos vegetales. Los arcos de la nave central, más ancha que las laterales, y de cinco tramos, son de medio punto; los arcos de las naves laterales son apuntados.
En la reforma de 1970, al quitar la capa de cal de las paredes interiores, se descubrieron ocho pinturas murales. Están en muy mal estado de conservación debido a la humedad, razón por la cual se desconoce su datación. Representan los siete pecados capitales y la muerte como arquero que asaetea a los vicios.

### Exterior
La fachada principal está dividida en tres cuerpos, separados por dos contrafuertes que se corresponden con el arranque de las naves. Del cuerpo central, de gran anchura, sobresale el pórtico que de acceso al interior de la iglesia. En los cuerpos laterales se abre una ventana semicircular y, encima de cada una, un rosetón. Cada ángulo lateral de la fachada remata en un campanario: mientras que lo del lado norte conserva la forma original, lo del lado sur está modificado.
El pórtico de la fachada principal, que da acceso a la iglesia, está abocinado por tres pares de columnas que están unidas a los ángulos y que muestran figuras que, según algunos autores, representan a los Apóstoles. Sobre ellas descansan otras tantas arquivoltas con figuras en forma radial a semejanza del Pórtico de la Gloria de la Catedral de Santiago. En el tímpano lo preside el Salvador acompañado de siete figuras bíblicas en los lados bajo la  arcada.
El muro norte se divide en cinco tramos separados por cuatro columnas que descansan sobre un bancal que recorre todo este muro. Entre este tramo se encuentran, alternando, unas ventanas ciegas con vanos que se abren al exterior en talud.
La torre del ángulo norte de la fachada está formada por dos paralelípedos rectangulares superpuestos. En el superior se abren cuatro arcos de medio punto donde estarían ubicadas las campanas y se cubre con cubierta a cuatro aguas. La torre del ángulo sur de la fachada, actualmente de las campanas, fue modificada en época barroca, presentando actualmente tres cuerpos, un inferior con apenas dos troneras, un intermedio de planta también cuadrada con las aberturas en arco de medio punto para las campanas y un superior formado por una linterna de planta octogonal coronada por una cupulina apuntada, también de base octogonal.
Las ábsides ofrecen al exterior el fuerte contraste entre la central, reconstruida y de planta rectangular, con dos sólidos contrafuertes en las esquinas y las dos laterales con su traza original, de planta en arco de círculo.
El muro lateral norte está compuesto de cinco contrafuertes unidos en arco. El muro de la parte sur está dividido por tres pilares y dos grandes contrafuertes, recurrido por un alero a mediana altura, debido al monasterio arrimado. En este muro está la puerta descubierta en 1976, adornada con cuatro columnas decoradas con motivos geométricos y flores de lis nos sus fustes y rematadas en capiteles. Tres arcos a modo de arquivoltas, adornados con diversos motivos, completan el trazado arquitectónico de esta puerta.
En las jambas están representadas la figura de un obispo y, en el lado opuesto, san Benito de Nursia con el libro de su Orden. En el tímpano se representa la Última Cena con Jesús de Nazaret en medio y tres apóstoles a cada lado.
Cerca de la fachada sur de la iglesia está la casa rectoral, construida a mediados del siglo XVIII, hoy reconvertida en alojamiento turístico.
En 1972, bajo la dirección de Manuel Chamoso Lamas, se realizaron excavaciones en la parte sur de la iglesia que revelaron la existencia de un antiguo caserío romano, además de restos arqueológicos y unos cuantos enterramientos.
En la parte norte de la iglesia está el campo cercado por un muro de piedra y presidido por un crucero, donde se celebran las fiestas patronales de la parroquia. Al lado del muro sur de este campo pasaba el Camino Real que se dirigía hacia Mugía.

## Galería
|                     |
| La iglesia en 2014. |

|                                   |
| Iglesia de San Julián de Moraime. |

|            |
| La muerte. |

|             |
| La envidia. |

|          |
| La gula. |

|                      |
| La ira y la lujuria. |

|                                         |
| Casa rectoral antes de la restauración. |

|                       |
| Casa rectoral en 2024 |